# Глазок (ботаника)
Глазок (в садоводстве) — почка, срезаемая с растения привоя и прививаемая на подвой.
Кроме этого: у картофеля и некоторых других культур — почка на клубне, вырезанная с его частью для посадки. Используется для посадки в случаях недостатка посевного материала.

## В древесине

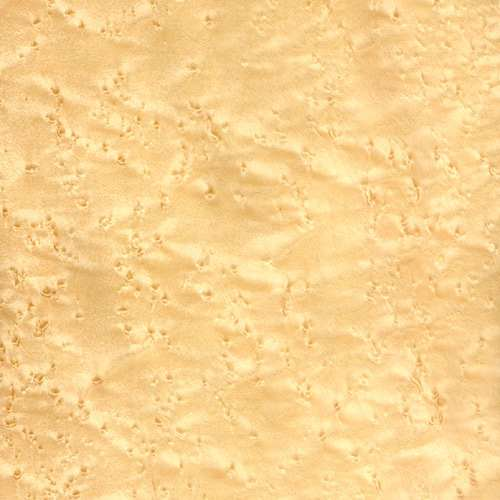

В лесоматериалах глазком называется заросшая спящая почка или веточка, вросшая в древесину. Глазки́ в изобилии имеются в капе и глазковом клёне. Наблюдаются при разрезе капа карельской берёзы, чинары и ясеня. 
Различаются по:
- частоте:
  - разбросанные глазки́ — расположенные одиночно на расстоянии более 10 мм друг от друга, и
  - групповые глазки́, или щётки (неофиц.) — сосредоточенные в количестве трёх и более на расстоянии не более 10 мм. Иногда групповые глазки занимают площадь 50—100 см2;
- по окраске:
  - светлые — приближающиеся по цвету к окружающей древесине, и
  - тёмные — значительно темнее её.

В малых сортиментах снижают прочность при статическом изгибе и ударную вязкость при изгибе, если находятся в опасном участке растянутой зоны. Почти не сказываются на прочности при сжатии и скалывании, а щётки даже повышают её.
Разбросанные глазки учитывают в штуках на метр длины или на всей стороне сортимента. Групповые глазки измеряют по ширине и длине занимаемой ими зоны и учитывают по количеству в штуках на метр длины или на всей стороне сортимента.